# Christian Lenz
Christian Guido Lenz (* 11. Mai 1938 in Heidenau (Sachsen) bei Dresden) ist ein deutscher Kunsthistoriker.

## Biografie
Der in Sachsen gebürtige Lenz übersiedelte 1955 in die Bundesrepublik. 1958 machte er das Abitur und ging anschließend zur Marine, wo er nach Wehrübungen Korvettenkapitän d. R. wurde.
1960 begann Lenz das Studium der Kunstgeschichte, Klassischen Archäologie und Germanistik an der Universität Freiburg im Breisgau und der Universität München. 1968 wurde er mit der Dissertation Veroneses Bildarchitektur bei Erich Hubala promoviert. Danach absolvierte er ein zweijähriges Volontariat bei Günter Busch an der Kunsthalle Bremen. 1970 heiratete er die Kunsthistorikerin Angelika Triebig. 1979 wurde ihr Sohn, 1981 ihre Tochter geboren.
Zwischen 1970 und 1980 war er Referent für europäische Malerei 1550–1780 am Städelschen Kunstinstitut in Frankfurt am Main. Ab 1978 wurde er für zwei Jahre Vorsitzender des Personalrates. Von 1980 bis zu seiner Pensionierung 2003 war er bei den Bayerischen Staatsgemäldesammlungen tätig. Zuerst war er Referent für deutsche Barockmalerei an der Alten Pinakothek und für Öffentlichkeitsarbeit, später für Kunst des 19. Jahrhunderts an der Neuen Pinakothek und für die Schack-Galerie. Zeitweise war er auch Referent für das Olaf Gulbransson Museum in Tegernsee sowie für das Franz-Marc-Museum in Kochel. Ab 1983 wurde er zudem Referent für die Bibliothek und das Max-Beckmann-Archiv.
1987 habilitierte er sich an der Universität Würzburg mit der Arbeit „Max Beckmann. Die Frankfurter Jahre“. 1991 wurde er an die Universität München umhabilitiert und war seit 1995 außerplanmäßiger Professor für Mittlere und Neuere Kunstgeschichte. Seit 1994 ist er Herausgeber der Hefte des Max Beckmann Archivs. 1996 gründete er den „Freundeskreis Max Beckmann Archiv e. V.“ (seit 2005 „Max Beckmann Gesellschaft e. V.“). Von 2008 bis 2019 war er Vorsitzender der Max Beckmann Gesellschaft. Am 12. Februar 2019 ist er aus der Max Beckmann Gesellschaft ausgetreten.

## Veröffentlichungen (Auswahl)
- Veroneses Bildarchitektur. Bremen 1969 (= Dissertation, München 1968)
- Adam Elsheimer: Die Gemälde im Städel. Frankfurt a. M. 1977 (2., erweiterte Auflage 1989)
- Tischbein. Goethe in der Campagna di Roma. Frankfurt a. M. 1979
- Claude Lorrain im Urteil Goethes. In: Im Licht von Claude Lorrain. Landschaftsmalerei aus drei Jahrhunderten. Kat. Ausst. Haus der Kunst. München 1983, S. 49–53
- Rembrandts Auseinandersetzung mit Rubens: „Die Blendung Simsons“. In: Intuition und Darstellung, Erich Hubala zum 24. März 1985. München 1985, S. 137–158
- Zur Kunst von Marées. In: Hans von Marées. Kat. Ausst. Neue Pinakothek. München 1987/1988, S. 9–24
- Die Fresken von Marées in Neapel. In: Hans von Marées. Kat. Ausst. Neue Pinakothek. München 1987/1988, S. 9–24
- Heribert Friedland: Der Aquarellmaler. In: Friedland – Aquarelle. Kat. Ausst. Neue Pinakothek. München 1988, S. 18–23
- Die Neue Pinakothek München. Museen der Welt. München / London 1989 (dt., engl., frz., japan., ital.)
- Kunst und Kunstanschauung in Leipzig während der Aufklärung. In: Wolfenbütteler Studien zur Aufklärung 17, 1990, S. 141–153
- Ein moderner Künstler bestimmt seinen geschichtlichen Ort: Die Kopien van Goghs. In: Probleme der Kopie von der Antike bis zum 19. Jahrhundert. München 1992, S. 63–78
- La destination du tableau et son architecture. In: Les Noces de Cana de Véronèse. Kat. Ausst. Musée du Louvre. Paris 1992, S. 210–234
- Wilhelm Leibl. Der Maler. In: Wilhelm Leibl zum 150. Geburtstag. Kat. Ausst. Neue Pinakothek. München 1994 (= Kat. Ausst. Köln 1994), S. 49–90
- Wilhelm Leibl. Der Zeichner. In: Wilhelm Leibl zum 150. Geburtstag. Kat. Ausst. Neue Pinakothek. München 1994 (= Kat. Ausst. Köln 1994), S. 108–113
- „herzliche Verachtung gegen die Tagesmode“. Adolf Friedrich Graf von Schack zum 100. Geburtstag. In: Adolf Friedrich Graf von Schack: Kunstsammler, Literat und Reisender. Kat. Ausst. Schack-Galerie. München 1994, S. 9–12
- Schack als Bauherr. In: Schack. Kat. Ausst. Schack-Galerie. München 1994, S. 45–62
- Alfred Hrdlicka als Zeichner. In: Alfred Hrdlicka. Kat. Ausst. Olaf Gulbransson Museum. Tegernsee 1994, S.- 9-16
- „così felice, e giudizioso Imitatore“: Giambattista Tiepolo als Nachahmer Paolo Veroneses. In: Der Himmel auf Erden – Tiepolo in Würzburg, Bd. 2. Hrsg. P. O. Krückmann. München / New York 1996, S. 63–69
- „… das Beste gerade gut genug…“. Hugo von Tschudis Erwerbungen für die Alte und Neue Pinakothek. In: Manet bis Van Gogh: Hugo von Tschudi und der Kampf um die Moderne. Kat. Ausst. Alte Nationalgalerie. Berlin 1996: (=Kat. Ausst. München 1996), S. 408–412
- Erinnerung an Julius Meier-Graefe. „Der Fall Böcklin und die Lehre von den Einheiten“, 1905, sowie Katalogtexte. In: Arnold Böcklin 1827-1901. Kat. Ausst. Basel / Paris / München 2001/2002, S. 119–129, 154–155
- Paul Klee: „Föhn im Marc’schen Garten“. In: Christine E. Stauffer (Hrsg.): Festschrift für Eberhard W. Kornfeld zum 80. Geburtstag. Bern 2003, S. 329–340
- Die Neue Pinakothek 1870-2003. In: Herbert W. Rott, Joachim Kaak (Hrsg.): Das 19. Jahrhundert: die Neue Pinakothek. München / Köln 2003
- Die Kunst Hans Purrmanns. In: Hans Purrmann. Die Gemälde. München 2004
- “Dies ist die Zeit!” Zu den Aquarellen Friedlands. In: Friedland. Heidelberg 2005
- Michelangelos Skulptur „Vittoria“. Gedanken zum Sinn des Werkes und zur Frage des Manierismus. In: Docta Manus. Studien zur italienischen Skulptur für Joachim Poeschke. Hg.
- Hans Purrmann, der Aquarellmaler. In: Hans Purrmann. Aquarelle und Gouachen. Werkverzeichnis. Herausgegeben von Christian Lenz, bearbeitet von Felix Billeter. Ostfildern 2008

- Schriften zu Max Beckmann (Auswahl)
  - Max Beckmann und Italien. Frankfurt a. M. 1976
  - Die Zeichnungen Max Beckmanns zum Faust. In: Kat. Ausst. Bonn – Bad Godesberg, Wissenschaftszentrum 1982: Goethe in der Kunst des 20. Jahrhunderts. Weltliteratur und Bilderwelt. Ausstellung zum 150. Geburtstag von J.W. von Goethe, S. 82–114
  - Max Beckmann als Graphiker. In: Kat. Ausst. Esslingen, Galerie der Stadt Esslingen a. N. – Villa Merkel 1984: Max Beckmann Graphik zum 100 Geburtstag. Esslingen 1984, S. 9–15 Kat. Ausst. München, Staatsgalerie moderner Kunst 1994: Max ** Beckmann. Briefe an Reinhard Piper. Text Christian Lenz. Hrsg. von der Kulturstiftung der Länder, Hypo-Kulturstiftung. München 1994 (= Patrimonia 95)
  - Max Beckmann und die Alten Meister. „Eine ganz nette Reihe von Freunden“. Hrsg. Bayerische Staatsgemäldesammlungen. Heidelberg 2000 (erschienen anlässlich der Ausstellung „Max Beckmann zu Gast in der Alten Pinakothek“, 2000/2002)
  - „Sachlichkeit den inneren Gesichten“. Max Beckmanns Selbstbildnisse der Jahre 1900 bis 1924. In: Max Beckmann. Selbstbildnisse. Zeichnung und Druckgraphik. Mit Beiträgen von Christian Lenz und Thomas Döring. Heidelberg 2000, S. 9–42
  - „Schön und schrecklich wie das Leben“. Die Kunst Max Beckmanns 1937 bis 1947. In: Kat. Ausst. München, Pinakothek der Moderne 2007:
  - Max Beckmann. Exil in Amsterdam. Hrsg. Pinakothek der Moderne. Ostfildern 2007, S. 33–105
  - Max Beckmann Archiv. Erwerbungen 1985-2008. München 2008 (= Hefte des Max Beckmann Archivs 10)
  - Max Beckmann Archiv. Erwerbungen 2008-2010. München 2010 (= Hefte des Max Beckmann Archivs 11/12)

Ausstellungskataloge (chronologisch)
- Ernst Ludwig Kirchner: Aquarelle, Zeichnungen und ausgewählte Druckgraphik aus eigenem Besitz. Kat. Ausst. Städelsches Kunstinstitut. Frankfurt a. M. 1974
- Alfred Hrdlicka. Skulpturen, Zeichnungen, Lithographien. Mit Ellen Spickernagel. Kat. Ausst. Städelsches Kunstinstitut und Städtische Galerie. Frankfurt a. M. 1976
- Johann und Januarius Zick. Kat. Ausst. Bayerische Staatsgemäldesammlungen. München 1983 (= Kat. Ausst. Koblenz 1983)
- Max Liebermann – „Münchner Biergarten“. Kat. Ausst. Neue Pinakothek. München 1986 (=Studio-Ausstellung 9)
- „Ma grande et noble amie…“. Rodin und Helene von Nostitz. Mit einem Beitrag von J. A. Schmoll gen. Eisenwerth. Kat. Ausst. Neue Pinakothek. München 1999
- „Bereitschaft zum Risiko“. Lilly von Schnitzler 1889-1981. Sammlerin und Mäzenin. Bearbeitet von Brigitte Salmen und Christian Lenz. Kat. Ausst. Schloßmuseum Murnau 2011

Herausgeberschaft
- Intuition und Darstellung, Erich Hubala zum 24. März 1985. Mit Frank Büttner. München 1985
- Probleme der Kopie von der Antike bis zum 19. Jahrhundert. München 1992
- Adolf Friedrich Graf von Schack: Kunstsammler, Literat und Reisender. Kat. Ausst. Schack-Galerie. München 1994
- Wilhelm Leibl zum 150. Geburtstag. Mit G. Czymmek. Kat. Ausst. Neue Pinakothek. München 1994 (= Kat. Ausst. Köln 1994)
- Venedig in frühen Photographien von Domenico Bresolin. „Pittore Fotografo“: Sammlung Siegert. Mit Text von Dorothea Ritter. Kat. Ausst. Schack-Galerie. München 1996/97
- Florenz und die Toskana. Photographien 1840-1900: Sammlung Siegert. Mit Text von Dorothea Ritter. Kat. Ausst. Schack-Galerie. München u. a. 1997
- Hans Purrmann. Die Gemälde. Werkverzeichnis. Bearbeitet von Felix Billeter. München 2004
- Hans Purrmann. Aquarelle und Gouachen. Werkverzeichnis. Bearbeitet von Felix Billeter. Ostfildern 2008
- Martin Gosebruch. Aufsätze und Vorträge. Berlin 2010
- Hefte des Max Beckmann Archivs 1994 ff.